# Loghill Village
Loghill Village es un lugar designado por el censo ubicado en el condado de Ouray en el estado estadounidense de Colorado. En el Censo de 2010 tenía una población de 521 habitantes y una densidad poblacional de 36,17 personas por km².

## Geografía
Loghill Village se encuentra ubicado en las coordenadas 38°11′46″N 107°46′44″O / 38.19611, -107.77889. Según la Oficina del Censo de los Estados Unidos, Loghill Village tiene una superficie total de 14.41 km², de la cual 14.41 km² corresponden a tierra firme y (0%) 0 km² es agua.

## Demografía
Según el censo de 2010, había 521 personas residiendo en Loghill Village. La densidad de población era de 36,17 hab./km². De los 521 habitantes, Loghill Village estaba compuesto por el 97.12% blancos, el 0.96% eran afroamericanos, el 0% eran amerindios, el 0.38% eran asiáticos, el 0.19% eran isleños del Pacífico, el 0% eran de otras razas y el 1.34% pertenecían a dos o más razas. Del total de la población el 1.92% eran hispanos o latinos de cualquier raza.